# Aeschnosoma heliophila
Aeschnosoma heliophila là loài chuồn chuồn trong họ Corduliidae. Loài này được Fleck mô tả khoa học đầu tiên năm 2012.